# Anja Nielsen
Anja Nielsen (Kolding, 12 de abril de 1975) é uma ex-handebolista profissional dinamarquesa, campeã olímpica.
Anja Nielsen fez parte do elenco medalha de ouro, de Sydney 2000.